# ハンフリー (ディズニーキャラクター)
ハンフリー（Humphrey the Bear）は、1950年に創造されたディズニーキャラクターである。同年11月3日公開のグーフィー主演のアニメーション短編映画作品『グーフィーのカメラマン』に初登場した。その後、ドナルドダックとの共演が多かった。
ハンフリーは食いしん坊で日和見主義的で無神経なヒグマであり、J・オーデュボン・ウッドロー（J. Audubon Woodlore）が管理するブラウンストーン国立公園で暮らしている。

## 登場作品
アニメーション短編映画
- グーフィーのカメラマン（1950年）
- リスのピーナッツ（1953年、カメオ形態で登場）
- クマの命びろい（1953年）
- ドナルドと腹ペコグマ（1954年）
- クマの冬ごもり（1955年）
- クマとみつばち（1955年）
- クマの魚釣り（1956年）
- クマさんの大掃除（1956年）

テレビアニメ
- チップとデールの大作戦（1989年） - 第10話 優しい森のクマさん
- パパはグーフィー（1992年） - 第2話 キャンプで対決
- ミッキーマウス・ワークス（1999年）
- ハウス・オブ・マウス（2001年） - 第46話 掃除係ハンフリー
- ミッキーマウス クラブハウス（2006年） - 第38話 クララベルのクラブハウスゆうえんち
- ミッキーマウス!（2013年） - 第66話 バースデー・ソング、第75話 春の訪れ
- 三人の騎士の伝説（2018年）

アニメーション映画
- Walt Disney's Wonderful World of Color - The Ranger of Brownstone Park（1968年3月17日）
- ミッキーのマジカル・クリスマス 雪の日のゆかいなパーティー（2001年）
- ミッキーの悪いやつには負けないぞ!（2002年）
- シュガー・ラッシュ:オンライン（2018年、背景のみ登場）

絵本
- 『講談社のディズニー絵本 くまのハンフリー』（1962年12月上号、絵：西原康文 / 編：猪野賢一）
- 『講談社のディズニー絵本 ハンフリーのさかなとり』（1963年4月上号、絵：西原康文 / 編：猪野賢一）